# Edmund Howard
Edmund Howard (v.1478 - 19 mars 1539) est un aristocrate et militaire anglais, membre de la famille Howard. Il est le troisième fils de Thomas Howard, 2e duc de Norfolk, et de sa première épouse, Elizabeth Tilney. Sa sœur, Elizabeth, est la mère de la seconde épouse d'Henri VIII, Anne Boleyn, et il est le père de la cinquième épouse du roi, Catherine Howard. Sa cousine germaine, Margery Wentworth, est la mère de la troisième épouse d'Henry, Jane Seymour.

## Famille
Edmund Howard, né vers 1478, est le troisième fils de Thomas Howard, 2e duc de Norfolk, et de sa première épouse, Elizabeth Tilney. Il a sept frères et deux sœurs : Thomas Howard, 3e duc de Norfolk, Edward Howard, John Howard, Henry Howard, Charles Howard, Henry Howard, Richard Howard, Elizabeth Howard et Muriel Howard, épouse de John Gray, 2e vicomte Lisle, puis de Thomas Knyvet.
Du second mariage de son père avec sa cousine Agnès Tilney, Edmund Howard a trois demi-frères et quatre demi-sœurs : William Howard, 1er baron Howard d'Effingham, Thomas Howard, Richard Howard, Anne Howard qui épouse John de Vere (14e comte d'Oxford), Dorothy Howard, épouse de Edward Stanley, 3e comte de Derby, Catherine Howard, épouse de Rhys ap Griffith puis de Henry Daubeney, 1er comte de Bridgewater, et Elizabeth Howard, épouse de Henry Radclyffe, 2e comte de Sussex.
Edmund Howard passe ses premières années à la cour ; en 1509, il participe à l'organisation des joutes pour le couronnement conjoint d'Henri VIII et de sa première épouse, Catherine d'Aragon. Bien que son frère aîné, Thomas Howard, 3e duc de Norfolk, soit devenu une figure dominante à la cour, et qu'un autre frère, Edward Howard, ait été un proche du roi, Edmund ne semble pas avoir partagé la faveur du roi.
Les biographes décrivent Edmund Howard comme « quelqu'un de dépensier qui a rapidement dilapidé le patrimoine que possédait sa première femme dans le Kent et le Hampshire et s'est enfui à l'étranger pour éviter ses créanciers, laissant ses nombreux enfants à la charge de leurs proches ».
Edmund Howard est maréchal des logis-chef à la Bataille de Flodden Field le 9 septembre 1513 et assiste le roi au Camp du Drap d'Or en 1520, où il participe aux tournois. En 1530 ou 1531, avec le soutien de Thomas Cromwell, Howard est nommé contrôleur de Calais. Il est démis de ses fonctions en 1539 après de nombreuses années de service pendant lesquelles il réalise très peu et gagne encore moins.
Edmund Howard décède le 19 mars 1539, un an avant que sa fille, Catherine Howard, ne devienne reine d'Angleterre. Sa veuve, Margaret, fait partie des dames nommées pour servir sa belle-fille lorsque sa maison est formée en août 1540. Margaret épouse ensuite Henry Manox, maître de musique de Catherine Howard dans sa jeunesse, avec qui il aurait échangé des caresses intimes. Ces révélations, lors du procès de Catherine, contribuent à sa chute. Bindoff établit que le troisième mari de Margaret Mundy, Henry Manock, déshérite Margaret et son fils par son testament du 18 mars 1564. Margaret (née Mundy) est enterrée à Streatham, Surrey, le 22 janvier 1565.

## Mariages et descendance
Edmund Howard épouse d'abord Joyce Culpeper (1480 - 1528), veuve de Ralph Leigh de Stockwell (décédé le 6 novembre 1509), et fille de Richard Culpeper, écuyer, d'Oxenhoath, West Peckham, Kent. Par son premier mariage, Joyce Culpeper a deux fils et trois filles : 
- John Leigh (décédé en 1566), mari d'Elizabeth, et père d'Agnès Leigh (décédée avant 1590)
- Ralph Leigh (décédé avant 1563), mari de Margaret Ireland et père de John Leigh et de Frances Morgan
- Isabel Leigh, épouse d'Edward Baynton, puis de James Stumpe, et troisièmement de Thomas Stafford
- Joyce Leigh, épouse de John Stanney
- Margaret Leigh, dont le mari est surnommé Rice

Edmund Howard et Joyce Culpeper ont trois fils et trois filles : 
- Henry Howard, écuyer
- Charles Howard
- George Howard (vers 1525-1575)
- Margaret Howard (vers 1515-10 octobre 1572), épouse de Thomas Arundell du château de Wardour, et mère de Matthew Arundell et Charles Arundell
- Catherine Howard (vers 1524-13 février 1542), qui épouse Henri VIII et n'a pas d'enfants
- Mary Howard, épouse de Edmund Trafford

Edmund Howard épouse ensuite Dorothy Troyes, fille de Thomas Troyes du Hampshire et veuve de William Uvedale (décédé en 1529).
Il épouse en troisièmes noces, avant le 12 juillet 1537, Margaret Mundy (ou Munday), fille de John Mundy (ou Munday), lord-maire de Londres, et veuve de Nicholas Jennings. Howard n'a aucun enfant avec ses deuxième et troisième épouses.